# Лужецький Іван Михайлович
Іван Михайлович Лужецький (30 жовтня 1921, с. Вербів, нині Тернопільська область — 22 квітня 1998, с-ще Маквіллер біля м. Мец, Франція) — український церковний і громадський діяч, письменник, меценат.

## Життєпис
Іван Лужецький народився 30 жовтня 1921 року в селі Вербові, нині Нараївської громади Тернопільського району Тернопільської области України.
У м. Рогатині закінчив учительські курси. Учителював у селах Куропатниках та Конюхах (нині Тернопільського району).
Брав участь у патріотичних формуваннях, за що був заарештований та ув'язнений в Бережанській тюрмі.
У роки Другої світової війни навчався у Львівській духовній семінарії. Згодом студіював теологію в Австрії та Італії. 1951 року рукоположений в сан священника. Відтоді служив у м. Мец.
Від 1970 — радник кардинала УГКЦ Йосифа Сліпого.
Помер 22 квітня 1998 року в селищі Маквіллер, де й похований.

### Благодійна діяльність
Жертвував кошти для Львівської духовної семінарії; будівництва Зарваницького монастиря, спорудження пам'ятника на честь 550-ліття з дня першої писемної згадки про рідне село; засновник «Української оселі».

## Доробок
Автор книг
- «Отче наш: Роздуми над Господньою молитвою» (1975, Париж);
- «Ісус з Назарету. Міт чи Спаситель?» (1981; Мец, Страсбург, Мюнхен; 2000, 2002; Львів),
- «Життя Марії — Матері Ісуса» (1989, Рим),
- «Дорогою Життя» (1990, Рим).

Матеріали про Лужецького зберігаються в музеях Вербова, Бережан, Тернополя, музейно-меморіальному комплексі «Рідна хата» Патріярха Йосифа Сліпого в с. Заздрість Тернопільського району, ДАТО.